# Bhubaneswar
Bhubaneswar là một thành phố và là nơi đặt hội đồng thành phố (municipal corporation) của quận Khordha thuộc bang Orissa, Ấn Độ.

## Nhân khẩu
Theo điều tra dân số năm 2001 của Ấn Độ, Bhubaneswar có dân số 647.302 người. Phái nam chiếm 56% tổng số dân và phái nữ chiếm 44%. Bhubaneswar có tỷ lệ 79% biết đọc biết viết, cao hơn tỷ lệ trung bình toàn quốc là 59,5%: tỷ lệ cho phái nam là 83%, và tỷ lệ cho phái nữ là 74%. Tại Bhubaneswar, 10% dân số nhỏ hơn 6 tuổi.

## Khí hậu
| Dữ liệu khí hậu của Bhubaneswar               | Dữ liệu khí hậu của Bhubaneswar | Dữ liệu khí hậu của Bhubaneswar | Dữ liệu khí hậu của Bhubaneswar | Dữ liệu khí hậu của Bhubaneswar | Dữ liệu khí hậu của Bhubaneswar | Dữ liệu khí hậu của Bhubaneswar | Dữ liệu khí hậu của Bhubaneswar | Dữ liệu khí hậu của Bhubaneswar | Dữ liệu khí hậu của Bhubaneswar | Dữ liệu khí hậu của Bhubaneswar | Dữ liệu khí hậu của Bhubaneswar | Dữ liệu khí hậu của Bhubaneswar | Dữ liệu khí hậu của Bhubaneswar |
| Tháng                                         | 1                               | 2                               | 3                               | 4                               | 5                               | 6                               | 7                               | 8                               | 9                               | 10                              | 11                              | 12                              | Năm                             |
| --------------------------------------------- | ------------------------------- | ------------------------------- | ------------------------------- | ------------------------------- | ------------------------------- | ------------------------------- | ------------------------------- | ------------------------------- | ------------------------------- | ------------------------------- | ------------------------------- | ------------------------------- | ------------------------------- |
| Cao kỉ lục °C (°F)                            | 35.8 (96.4)                     | 42.7 (108.9)                    | 44.2 (111.6)                    | 45.8 (114.4)                    | 46.5 (115.7)                    | 46.7 (116.1)                    | 41.3 (106.3)                    | 37.4 (99.3)                     | 37.9 (100.2)                    | 36.6 (97.9)                     | 37.6 (99.7)                     | 33.6 (92.5)                     | 46.7 (116.1)                    |
| Trung bình tối đa °C (°F)                     | 32.7 (90.9)                     | 36.1 (97.0)                     | 39.6 (103.3)                    | 41.2 (106.2)                    | 41.8 (107.2)                    | 40.5 (104.9)                    | 36.3 (97.3)                     | 34.7 (94.5)                     | 35.0 (95.0)                     | 34.4 (93.9)                     | 33.1 (91.6)                     | 31.9 (89.4)                     | 43.1 (109.6)                    |
| Trung bình ngày tối đa °C (°F)                | 29.1 (84.4)                     | 32.0 (89.6)                     | 35.5 (95.9)                     | 37.2 (99.0)                     | 37.2 (99.0)                     | 35.1 (95.2)                     | 32.5 (90.5)                     | 31.9 (89.4)                     | 32.3 (90.1)                     | 32.1 (89.8)                     | 30.7 (87.3)                     | 28.9 (84.0)                     | 32.9 (91.2)                     |
| Tối thiểu trung bình ngày °C (°F)             | 15.7 (60.3)                     | 18.8 (65.8)                     | 22.6 (72.7)                     | 25.2 (77.4)                     | 26.4 (79.5)                     | 26.3 (79.3)                     | 25.5 (77.9)                     | 25.3 (77.5)                     | 25.0 (77.0)                     | 23.1 (73.6)                     | 19.1 (66.4)                     | 15.4 (59.7)                     | 22.4 (72.3)                     |
| Trung bình tối thiểu °C (°F)                  | 11.7 (53.1)                     | 14.4 (57.9)                     | 18.4 (65.1)                     | 20.8 (69.4)                     | 21.4 (70.5)                     | 22.4 (72.3)                     | 23.2 (73.8)                     | 23.3 (73.9)                     | 22.7 (72.9)                     | 19.5 (67.1)                     | 14.9 (58.8)                     | 12.0 (53.6)                     | 11.1 (52.0)                     |
| Thấp kỉ lục °C (°F)                           | 8.6 (47.5)                      | 9.6 (49.3)                      | 14.6 (58.3)                     | 17.0 (62.6)                     | 15.0 (59.0)                     | 16.8 (62.2)                     | 20.0 (68.0)                     | 18.4 (65.1)                     | 18.5 (65.3)                     | 16.1 (61.0)                     | 9.7 (49.5)                      | 8.2 (46.8)                      | 8.2 (46.8)                      |
| Lượng mưa trung bình mm (inches)              | 13.1 (0.52)                     | 21.1 (0.83)                     | 20.6 (0.81)                     | 40.4 (1.59)                     | 101.6 (4.00)                    | 208.5 (8.21)                    | 359.7 (14.16)                   | 374.6 (14.75)                   | 281.7 (11.09)                   | 201.2 (7.92)                    | 30.3 (1.19)                     | 4.9 (0.19)                      | 1.657,8 (65.27)                 |
| Số ngày mưa trung bình                        | 0.8                             | 1.1                             | 1.4                             | 2.2                             | 4.5                             | 9.9                             | 15.0                            | 15.6                            | 12.7                            | 7.9                             | 1.5                             | 0.4                             | 73.0                            |
| Độ ẩm tương đối trung bình (%) (at 17:30 IST) | 53                              | 51                              | 56                              | 62                              | 65                              | 73                              | 83                              | 85                              | 83                              | 76                              | 65                              | 56                              | 67                              |
| Số giờ nắng trung bình tháng                  | 253.4                           | 234.0                           | 237.8                           | 238.8                           | 242.9                           | 140.7                           | 107.2                           | 128.6                           | 150.8                           | 221.8                           | 217.5                           | 255.0                           | 2.428,5                         |
| Nguồn 1: Cục Khí tượng Ấn Độ                  |                                 |                                 |                                 |                                 |                                 |                                 |                                 |                                 |                                 |                                 |                                 |                                 |                                 |
| Nguồn 2: NOAA (đo nắng, 1971–1990)            |                                 |                                 |                                 |                                 |                                 |                                 |                                 |                                 |                                 |                                 |                                 |                                 |                                 |